# Martingalmaß
Das Martingalmaß (auch risikoneutrales Maß) ist ein Begriff aus der Finanzmathematik. Die Bedeutung von Martingalmaßen liegt darin, dass bei einem vorgegebenen Marktmodell mit Wahrscheinlichkeitsmaß {\displaystyle P} genau dann äquivalente Martingalmaße existieren, falls es keine Arbitragemöglichkeit im Marktmodell gibt. Dies ist genau die Aussage des ersten Fundamentalsatzes der Arbitragepreistheorie.

## Martingalmaß in diskreten Modellen

### Finanzmarktmodell
Gegeben sei ein Finanzmarktmodell bestehend aus {\displaystyle d} Anlagegütern (z. B. Aktien oder Derivate) {\displaystyle (S^{1},\dotsc ,S^{d})}, einem Numéraire {\displaystyle S^{0}} und Zeitpunkten {\displaystyle t\in {0,\dotsc ,T}} mit {\displaystyle T\in \mathbb {N} }. Die Wertentwicklung eines Anlagegutes {\displaystyle S^{i}} wird mittels eines stochastischen Prozesses modelliert. Das heißt, zu jeder Zeit {\displaystyle t=0,\dotsc ,T} entspricht {\displaystyle S_{t}^{i}} dem Preis des {\displaystyle i}-ten Anlageguts und {\displaystyle S_{t}^{i}} ist eine nichtnegative Zufallsvariable auf einem Wahrscheinlichkeitsraum {\displaystyle (\Omega ,{\mathcal {F}},P)}. 
Der Informationsgewinn im betrachteten Finanzmarkt kann durch eine Filtrierung modelliert werden. Eine Filtrierung ist eine aufsteigende Folge von {\displaystyle \sigma }-Algebren mit {\displaystyle {\mathcal {F}}_{0}\subset {\mathcal {F}}_{1}\subset \ldots \subset {\mathcal {F}}_{T}={\mathcal {F}}}. Dabei beschreibt die Menge {\displaystyle {\mathcal {F}}_{t}} die bis zur Zeit {\displaystyle t} beobachtbaren Ereignisse. Weiter soll gelten, dass die Preise {\displaystyle S_{t}^{i}} für alle {\displaystyle t=0,\dotsc ,T} {\displaystyle {\mathcal {F}}_{t}}-messbar sind. Damit soll dem Umstand Rechnung getragen werden, dass die Preise {\displaystyle S_{t}^{i}} zum Zeitpunkt {\displaystyle t} bekannt sind.  
Schließlich versteht man unter dem diskontierten Preisprozess {\displaystyle X^{i}:=S^{i}/S^{0}} die zinsbereinigte Wertentwicklung von Anlagegütern.

### Definition
Sei {\displaystyle (\Omega ,{\mathcal {F}},({\mathcal {F}}_{t})_{t\in {0,\dotsc ,T}},P)} ein filtrierter Wahrscheinlichkeitsraum. Ein stochastischer Prozess {\displaystyle (X_{t})_{t\in {0,\dotsc ,T}}} heißt {\displaystyle P}-Martingal, falls folgende drei Eigenschaften gelten:
- {\displaystyle X} ist adaptiert an {\displaystyle ({\mathcal {F}}_{t})_{t\in {0,\dotsc ,T}}}, d. h. {\displaystyle X_{t}} ist {\displaystyle {\mathcal {F}}_{t}}-messbar für alle {\displaystyle t\in {0,\dotsc ,T}}.
- {\displaystyle X} ist ein integrierbarer Prozess, d. h. {\displaystyle X_{t}\in {\mathcal {L}}^{1}(\Omega ,{\mathcal {F}}_{t},P)} für alle {\displaystyle t\in {0,\dotsc ,T}}.
- {\displaystyle \operatorname {E} _{P}(X_{t+1}|{\mathcal {F}}_{t})=X_{t}\,P}-fast sicher für alle {\displaystyle t\in {0,\dotsc ,T-1}}

Nun heißt ein Wahrscheinlichkeitsmaß {\displaystyle P^{*}} auf {\displaystyle (\Omega ,{\mathcal {F}})} Martingalmaß, falls die diskontierten Preisprozesse {\displaystyle X^{i}} für alle {\displaystyle i=1,\dotsc ,d} {\displaystyle P^{*}}-Martingale sind.

#### Äquivalentes Martingalmaß
Falls zusätzlich {\displaystyle P^{*}} äquivalent zu {\displaystyle P} ist, d. h. {\displaystyle P^{*}(A)=0\Leftrightarrow P(A)=0} für alle {\displaystyle A\in {\mathcal {F}}}, so heißt {\displaystyle P^{*}} äquivalentes Martingalmaß.

#### Äquivalentes lokales Martingalmaß
Sind die diskontierten Preisprozess lokale Martingale und {\displaystyle P^{*}} zu {\displaystyle P} äquivalent, so heißt {\displaystyle P^{*}} äquivalentes lokales Martingalmaß.

### Beispiel
Folgendes Glücksspiel wird vereinbart: Beim Wurf einer fairen Münze erhält der Spieler bei Zahl {\displaystyle 1} Euro und bei Kopf {\displaystyle 2} Euro. Die Teilnahme am Spiel wird auf {\displaystyle 1{,}70} Euro festgelegt. Das Marktmodell besteht in diesem Fall aus {\displaystyle d=1} Anlagegütern und aus zwei Zeitpunkten, einem Zeitpunkt {\displaystyle t=0} vor dem Wurf und einem Zeitpunkt {\displaystyle t=T=1} nach dem Wurf. Die anderen Parameter im Marktmodell lauten den Angaben entsprechend {\displaystyle \Omega =\{1,2\}}, {\displaystyle {\mathcal {F}}_{0}=\{\emptyset ,\Omega \}}, {\displaystyle {\mathcal {F}}_{1}={\mathcal {F}}={\mathcal {P}}(\Omega )} und {\displaystyle P} ist die Gleichverteilung auf {\displaystyle \Omega }. Der diskontierte Wertprozess {\displaystyle X^{1}} des Glücksspieles entspricht in dem Fall dem Preisprozess {\displaystyle S^{1}} und lautet {\displaystyle X_{0}^{1}=1{,}70} und {\displaystyle X_{1}^{1}=1\cdot \chi _{\{1\}}+2\cdot \chi _{\{2\}}}. Offensichtlich handelt es sich bei {\displaystyle P} um kein Martingalmaß, da gilt
{\displaystyle \operatorname {E} _{P}(X_{1}^{1}|{\mathcal {F}}_{0})=\operatorname {E} _{P}(X_{1}^{1})=1{,}50\neq 1{,}70=X_{0}^{1}}.
Das Wahrscheinlichkeitsmaß {\displaystyle P^{*}=0{,}3\cdot \delta _{1}+0{,}7\cdot \delta _{2}} auf {\displaystyle (\Omega ,{\mathcal {F}})} ist dagegen ein äquivalentes Martingalmaß. Der diskontierte Preisprozess {\displaystyle X^{1}} ist offensichtlich adaptiert und integrierbar (dies ist unabhängig vom gewählten Wahrscheinlichkeitsmaß) und es gilt:
{\displaystyle \operatorname {E} _{P^{*}}(X_{1}^{1}|{\mathcal {F}}_{0})=\operatorname {E} _{P^{*}}(X_{1}^{1})=1{,}70=X_{0}^{1}}.